# Карл Филип, Принц Шварценберга
Карл Филип, Принц Шварценберга (1771 — 1820) био је аустријски фелдмаршал.
У француским револуционарним ратовима (1792—1800) истакао се у бици код Като Камбрезија 1796. године, а у бици код Хоенлиндена 1800. године као командант дивизије омогућио је повлачење аустријских снага. У Наполеоновим ратовима командовао је претходницом аустријске армије генерала Мака која је 1805. године претрпела пораз код Улма, одакле се једним делом снага пробио и до 1808. године остао у Чешкој. У бици код Ваграма 1809. године командовао је заштитницом и омогућио повлачење аустријске војске после пораза. 1808. године био је аустријски посланик у Петрограду, а 1809-1812. године у Паризу.
После преласка Аустрије на страну Француске, Карл је у Наполеоновом походу на Русију 1812. године командовао аустријским снагама на крајњем десном крилу Велике армије. После приступања Аустрије у коалицију против Наполеона 1813. године, био је командант главнине коалиционих снага (Аустријанци, Пруси, Руси – око 250.000 људи). Иако је поражен код Дрездена, допринео је савезничкој победи у бици код Лајпцига. У садејству са Блихером наставио је 1814. године да протире ка Паризу. Са Наполеоном је закључио примирје које је претходило Париском миру. Био је 1814. године председник аустријског Дворског ратног савета. У 1815. години је командант аустријске армије (220.000 људи) на Рајни.